# Tatyana Chernova
Tatyana Sergeyevna Chernova (em russo:  Татьяна Сергеевна Чернова; Krasnodar, 29 de janeiro de 1988) é uma heptatleta russa.
Em Pequim 2008, Chernova terminou em quarto lugar a prova do heptatlo. Após a desclassificação da medalhista de prata, a ucraniana Lyudmila Blonska, por doping, herdou a medalha de bronze, mas foi igualmente desclassificada em 24 de abril de 2017 após a reanálise de seu exame antidoping acusar o uso da substância proibida turinabol.
Conquistou a medalha de ouro no Campeonato Mundial de Atletismo de 2011 em Daegu, Coreia do Sul, derrotando a então líder do ranking mundial e futura campeã olímpica em Londres 2012, a britânica Jessica Ennis, por 129 pontos, com um recorde pessoal de 6880 pontos. Em Londres 2012, conquistou uma segunda medalha olímpica de bronze, mas foi igualmente perdida como a medalha de Pequim por consequência das violações de doping.

## Doping
Em 2015, após novos testes de amostras de urina dos atletas que competiram no Campeonato Mundial de Atletismo de 2009, em Berlim, ela foi pega por doping com esteróides anabolizantes e suspensa por dois anos, com todos seus resultados entre 15 de agosto de 2009 e 15 de agosto de 2011 sendo anulados, o que lhe custou a medalha de bronze no pentatlo conquistada no Mundial Indoor de Doha 2010. A anulação de resultados, porém, acabava duas semanas antes do Mundial de 2011, em Daegu, iniciado apenas em 27 de agosto daquele ano, o que fez com que ela pudesse manter sua medalha de ouro e seu título mundial lá conquistado. A resolução fez com que Ennis, que ficou com a medalha de prata, fizesse uma petição à IAAF solicitando que a medalha de ouro fosse redirecionada a ela, argumentando que "não entendia como a medida poderia ser justa, já que esteróides fazem efeitos por anos no corpo humano".
Em 25 de março de 2015 a IAAF entrou com um apelo no Tribunal Arbitral do Esporte questionando a desclassificação seletiva feita pela RUSADA – a agência antidoping russa – dos períodos de suspensão dela e de outros seis atletas russos desqualificados na mesma época. O caso de Chermova envolve estranhas lacunas em seu período de suspensão, incluindo sua elegibilidade a partir de duas semanas antes da medalha de ouro em Daegu, que não foi confiscada, e se iniciando novamente outro período de desclassificação menos de duas semanas depois dela conquistar o ouro na Universíade em Kazan 2013, permitindo que ela mantivesse as duas medalhas.
No entanto, em 29 de dezembro de 2016 o TAS anulou todos os seus resultados obtidos entre 15 de agosto de 2011 e 22 de julho de 2013, incluindo as medalhas de ouro no Campeonato Mundial de 2011 e o bronze nas Olimpíadas de 2012. Em 24 de abril de 2017 ela também perdeu a medalha de bronze conquistada nos Jogos Olímpicos de 2008 por doping, ficando sem nenhuma de suas medalhas nas principais competições internacionais.